# Neoromicia guineensis
Neoromicia guineensis — вид рукокрилих ссавців із родини лиликових.

## Середовище проживання
Цей вид широко розповсюджений у Західній і Центральній Африці, простягаючись до Східної Африки. Цей вид полюбляє вологі савани і вологі чагарники, а також знаходиться в сухих саванах і сухих чагарниках.

## Загрози та охорона
Здається, немає серйозних загроз для даного виду. Поки не відомо, чи вид присутній в будь-якій з природоохоронних територій.